# 이집트 중왕국
이집트 중왕국 시대는 고대 이집트의 시대 구분 중 하나로, 제11왕조의 멘투호테프 2세가 상하 이집트를 재통일한 기원전 2040년부터 제12왕조가 몰락하는 기원전 1782년까지이다.

## 제11왕조
- 멘투호테프 2세(기원전 2060년 ~ 기원전 2010년)
- 멘투호테프 3세(기원전 2010년 ~ 기원전 1998년)
- 멘투호테프 4세(기원전 1997년 ~ 기원전 1991년)

## 제12왕조
- 아메넴헤트 1세(기원전 1991년 ~ 기원전 1962년)
- 세누스레트 1세(기원전 1971년 ~ 기원전 1926년)
- 아메넴헤트 2세(기원전 1929년 ~ 기원전 1895년)
- 세누스레트 2세(기원전 1897년 ~ 기원전 1878년)
- 세누스레트 3세(기원전 1878년 ~ 기원전 1841년)
- 아메넴헤트 3세(기원전 1842년 ~ 기원전 1797년)
- 아메넴헤트 4세(기원전 1798년 ~ 기원전 1786년)
- 소베크네프루(기원전 1785년 ~ 기원전 1782년)